# ホーエンフリートベルクの戦い
ホーエンフリートベルクの戦い（ドイツ語: Schlacht bei Hohenfriedberg）は、1745年6月4日に行われたオーストリア継承戦争における会戦である。プロイセン軍と、オーストリア（ハプスブルク君主国）軍とザクセン軍の連合軍が戦い、プロイセン軍が勝利した。

## 背景
1744年、第二次シュレージエン戦争におけるプロイセンのベーメン侵攻は、トラウンの行った焦土戦術と補給線攻撃の前に大量の脱走兵を出してプロイセンの大敗に終わった。
1745年、神聖ローマ皇帝カール7世が死去して大義名分を失い、一転して攻め込まれる側になったフリードリヒ大王は、シュレージエンを返還して和平を求めてはどうかという大臣ポデヴィルスの提案を否定して戦争継続を選び、軍の再編成を急がせた。大王の意図は、主力同士の一大決戦に持ち込んで戦況の挽回を図ることであった。一方のマリア・テレジアはワルシャワ条約でザクセンにプロイセン領分割を約して同盟国とし、シュレージエン奪回を目指した。
春、ケーニヒグレーツに集結したロートリンゲン公子カール率いるオーストリア軍はザクセン＝ヴァイセンフェルス公ヨハン・アドルフ2世のザクセン軍と合流し、シュレージエンへ進軍する。大王はオーストリア軍の設置した補給線から連合軍の目指す進路を読み取り、あわせてプロイセン軍は損害大で再建困難との偽情報を送ってオーストリア軍をシュレージエンに積極的に誘い込んだ。大王の計略にかかったカール公子は、プロイセン軍は戦力を大幅に低下させており、ブレスラウまで撤退し続けると考えた。実際には、プロイセン軍は損害を補充して再編成を完了しており、フランケンシュタインに集結していた。
5月末、連合軍はランデスフートから、ズデーテン山地を越えてシュレージエンに入った。これに対応して大王は軍をシュヴァイトニッツ周辺に移動させ、本営をアルト・ヤウエルニッヒに置いた。大王はシュヴァイトニッツの北、山越えルートの出入り口に当たるシュトリーガウ前面を決戦場と定め、連合軍が到着するまでの間、デュ・ムーランの部隊を置いて警戒させ、自身はヤウエルニッヒから何度も騎行して地形の偵察を行った。6月2日、オーストリア軍前衛部隊がシュトリーガウ西方郊外に現れたが、プロイセン軍は抵抗せずに場所を明け渡し、大王はシュトリーガウに若干の守備兵を入れるに留めた。
プロイセン軍はシュヴァイトニッツから動かないとの報告を受けて、連合軍首脳はスパイの報告通り、プロイセン軍はこの付近で抵抗することなくブレスラウに撤退するであろうと信じた。そうして6月3日、リーゼンゲビルゲを背景に連合軍6万超は山を下る最後の行軍を行い、大王の願い通りにシュトリーガウ郊外に到着した。土煙を盛大に生じさせながら、鼓笛隊の吹奏とともに軍旗をはためかせてやってくる連合軍の様子は、シュトリーガウ南西の丘から偵察していた大王にも良く見えていたと自身の著作にある。
カール公子は、宿営の便を考えて自軍をホーエンフリートベルクに、ザクセン軍をその北東ピルグラムスハインに配置して陣を敷いた。村を利用して陣を敷くことで兵士の負担を減らす目的があったが、これは両者の間に距離があって敵の攻撃を想定していない布陣だった。大王が決戦を企図しているとは予想もしないカール公子は、翌朝のシュトリーガウ攻撃をザクセンと打ち合わせると戦勝を確信して早々に床に就いた。

## 戦闘

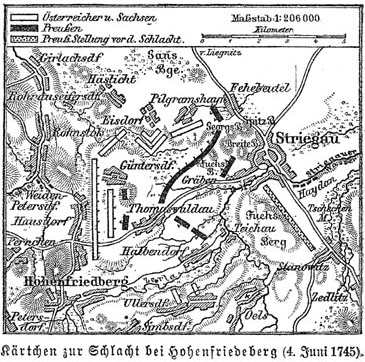

### 接敵
この戦闘に参加したプロイセン軍は、オーストリア継承戦争におけるプロイセン軍のひとつの完成形である。父王フリードリヒ・ヴィルヘルム1世時代から、プロイセン軍は精強と言われながらしばらく実戦経験が無く、実際の戦場においてどれほど有効であるか不明なままであった。戦争勃発後、プロイセン軍には騎兵における弱点などが発見され、大王は戦争中も休戦中もその改善に努力していた。その成果がこの戦いで発揮された。
6月3日午後9時、大王は全軍に出撃を命じた。この際シュヴァイトニッツの陣営は天幕を張ったままにし、篝火も大いに焚いて出撃を悟られないようにし、行軍中の音を消すために武器は布で包み、砲車の車輪には藁を括りつけるという徹底ぶりであった。本隊の行軍開始に先駆けてデュ・ムーランの前衛部隊が展開してシュトリーガウまでの進路を確保し、敵哨兵の接近を阻止した。デュ・ムーランのフザールと連合軍の哨戒騎兵はたびたび接触したが、連合軍首脳はこれを単なる斥候と見なして誰も気にしなかった。
大王の作戦は、まず敵左翼、北のザクセン軍に集中攻撃をかけることによって奇襲を開始し、敵の連携準備が整わないうちにザクセン軍を敗走させてしまい、そのうえで西のオーストリア軍を撃破することだった。このためプロイセン軍は夜のうちにシュトリーガウの南を東西に走るシュトリーガウ川を渡りきることが必要だった。日付が変わって6月4日午前0時ごろ、プロイセン軍はシュトリーガウ川の南岸に到着、ここで兵士に2時間の休息を与えた。この戦いでの最初の困難はこの川の渡河だった。シュトリーガウ川は小さな川で渡河自体は難しくないものの、夜中に、敵に気付かれないよう静かに渡河するのはなかなか難しいことだった。しかも、オーストリア軍の哨兵線が大王の予想よりずっと東に押し出していたため、敵の直近でこれを行わなければならなかった。プロイセン軍が無事に渡河を成功させることが出来たのはかねてよりの訓練と規律の賜物とされる。

### ピルグラムスハインの戦闘
午前2時から4時にかけて、プロイセン軍はシュトリーガウ川を渡河した。大王は軍を二つに分け、一つで北のザクセン軍を攻撃し、そのあいだにもう一つが西に向けて展開を終えてオーストリア軍に対するものとした。デュ・ムーランを先鋒とするプロイセン軍は着々とザクセン軍に接近した。
午前4時を過ぎると、後続のために進路を切り開くデュ・ムーランとザクセン軍の哨兵との間でだんだんと交戦が激しくなった。ピルグラムスハインの手前の丘に陣取っていたザクセン軍部隊がデュ・ムーランの部隊を発見して慌てて砲撃を行い、デュ・ムーランはこれを攻撃して敗走させ砲を分捕った。こうしたことがあってようやくヴァイセンフェルス公はプロイセン軍が目前に迫っていることを知った。ヴァイセンフェルス公は外に散らばっている部隊をピルグラムスハインに引き上げさせ、そのうえで南に騎兵部隊を繰り出し、南西に歩兵戦列を展開させようとした。しかし撤退を図るザクセン軍の警戒部隊は押し寄せるプロイセン軍に呑みこまれ、大部分が捕虜になるか戦死した。
午前6時ごろ、大王の計画通りまずザクセン軍との間で本格的な戦闘が開始された。慌てて陣地から出てきたザクセン軍の騎兵部隊はもともと数に劣るところに加えて、展開を終えるか終えないかのうちにブッデンブローク率いるプロイセン軍騎兵軍団の突撃を受ける羽目になった。まずローテンブルクの胸甲騎兵の突撃を受け、シュティレの竜騎兵が続いて突っ込んできた。騎兵左翼ではゴルツが駆けつけたオーストリア軍騎兵を撃退し、右翼では後続に道を譲っていたデュ・ムーランのフザールがシュティレの竜騎兵とともに生き残りを掃討した。このようにしてザクセン軍の騎兵は会戦劈頭に壊滅し敗走した。
騎兵の戦闘に続いて、ピルグラムスハイン南西では展開したザクセン軍と近傍にいたオーストリア軍による歩兵戦列に対し、若デッサウ率いるプロイセン軍の歩兵戦列が前進を開始した。ザクセン軍の第一戦列は接近するプロイセン軍と火戦を交わしたところ、重砲の攻撃と猛烈なマスケットの射撃を受け、加えて東からの風がプロイセン兵の発砲によって生じる煙を自分たちの顔に押し付けてくるので、若デッサウが銃剣突撃をかけるとたまらず第二戦列の線まで後退した。この後プロイセン軍戦列では若デッサウの正面からの前進の加えて左翼のトルークセス、右翼ではデュ・ムーランがそれぞれザクセン軍の側面に回り込もうとし、トルークセスはこの際ザクセン軍の砲撃を受けて戦死したが、攻撃は成功しザクセン軍歩兵は崩れた。すでに再集結を終えていたプロイセン軍騎兵が追い打ちをかけ、わずか1時間足らずの戦闘でザクセン軍は全面潰走となった。

### ホーエンフリートベルクの戦闘
午前7時頃、オーストリア軍はようやく兵の展開を行なっているところだった。北でザクセン軍がプロイセン軍と交戦を開始したとき、カール公子は砲戦の音を聞いても、ザクセン軍がシュトリーガウを砲撃しているのだと思って適切な対応を取らず、プロイセン軍の攻撃に気付くまでに数十分から1時間の時間を無駄にした。この遅れは致命的であった。いまやオーストリア軍はザクセン軍の敗走を受けて単独で優勢なプロイセン軍と交戦しなければならなくなったからである。一方の大王はザクセン軍の撃破を得た時点で会戦の勝利を確信していた。ザクセン軍の予想以上に早い敗走の知らせを受けて、大王はまだ北に向かおうとしていた後続の部隊に西への転進を命じた。
シュトリーガウとホーエンフリートベルクの間には、シュトリーガウを中心として半円を描くように、北から順にピルグラムスハイン、ギュンタースドルフ、トーマスヴァルダウ、ハルベンドルフの村があり、いまオーストリア軍は後ろ3つの村の間に展開していた。ギュンタースドルフにはオーストリア軍の擲弾兵が拠って左翼の守りを形成し、ギュンタースドルフ‐トーマスヴァルダウ間に歩兵戦列が並び、トーマスヴァルダウからハルベンドルフの間に騎兵が展開した。
プロイセン軍は左翼にナッサウの騎兵軍団を置き、中央に歩兵戦列を形成してオーストリア軍への攻撃前進を試み、右翼ではブランケンゼーの旅団が村を押さえていた。しかし一方でプロイセン軍ではザクセン軍への攻撃から部隊の多くがまだ戻っていなかった。加えてシュトリーガウ川に架けた橋が損壊した影響で後方を進んでいた部隊の展開に遅れが生じていた。
このような中、カール公子はまず右翼騎兵を前進させてプロイセン軍左翼を突こうと試みた。オーストリアの騎兵に対応するナッサウの騎兵軍団は、プロイセン軍騎兵戦力の多くがザクセン軍攻撃に投じられていたために劣勢であり、本来ならオーストリア軍が主導権を握るべき局面であった。
ナッサウ軍団の先鋒であるキョウ旅団に、オーストリア軍のベルリヒンゲン率いる騎兵旅団が先手をとって突撃をかけようとしたところ、その右側面に、遅れて渡河したツィーテンのフザール連隊が逆突撃をかけ、ベルリヒンゲンの突撃は腰砕けになった。そのあとナッサウの騎兵軍団が突撃を開始すると、すでにそのころトーマスヴァルダウがポレンツのプロイセン軍歩兵によって占領されていたことから、オーストリア軍騎兵は左翼からも攻撃を受け、その結果オーストリアの騎兵部隊は打ち破られ敗走した。
午前8時ごろ、右翼の敗北が決定したなか、オーストリア軍歩兵戦列はプロイセン軍歩兵の攻撃を受けていた。大王は戦列最左翼に各連隊から抽出した5つの擲弾兵大隊で構成されたポレンツ旅団を当て、攻撃焦点と定めることで左からオーストリア軍を巻きとろうとしていた。プロイセン軍は攻撃前進によってオーストリア軍の第一戦列を後退させたが、しかし依然として北で戦った歩兵が戻ってこないので兵力が不足し、戦列中央が薄くなっていた。オーストリア軍はここに反撃の機会を見出した。
オーストリア軍中央の抵抗はすこぶる頑強であり、正面にいたハッケ連隊やベーヴェルン連隊は大損害を被った。さらにまずいことに、ポレンツ旅団に引きずられてプロイセン軍の戦列も左に傾き、ベーヴェルン連隊と、ギュンタースドルフを抑えている部隊と繋がっているブラウンシュヴァイク公子の旅団に属していたために動かなかったハッケ連隊とのあいだにギャップが生じた。オーストリア軍はこのギャップを突くために兵を繰り出そうとしていた。
バイロイト竜騎兵連隊はこの局面において大いに活躍したことで有名になり、のちには軍歌にもなった。到着の遅れていたゲスラーの騎兵旅団に属するバイロイト竜騎兵連隊が、ちょうどこのときプロイセン軍の歩兵戦列後方に到着したのである。この連隊は通常の倍の10個中隊で構成され、小規模な旅団に匹敵する戦力を持っていた。
バイロイト竜騎兵連隊の突撃を主導したのが誰だったかには諸説ある。旅団を率いていたゲスラーか、連隊長だったシュヴェリーンか、連隊の大尉だったカゾットか、いずれにせよ、この連隊は味方のギャップを埋め、さらに次の行動に移った。
午前8時15分ごろ、バイロイト竜騎兵連隊はオーストリア軍歩兵戦列正面に対して突撃を敢行した。この場においてオーストリア軍に騎兵の援護はなく、突撃を妨害するすべがなかった。連隊はまず戦列の前に出ていたオーストリア軍擲弾兵部隊に突撃した。600歩の距離から助走を始め、やがて全速力で突っ込んでくる竜騎兵に、擲弾兵は果敢にもその場所を維持し、20歩の距離で一斉射撃を行ったが止められなかった。擲弾兵の列を突破した竜騎兵はそのまま後方の主戦列に突入し粉砕した。20分後、オーストリア軍の戦列を崩壊させた後、この連隊だけで獲得した捕虜は2,500人、砲5門、軍旗は67本を数えた。対して連隊の損害は94名であった。
午前9時、オーストリア軍は総退却に移行した。

## 結果
戦いはプロイセン軍の大勝利であった。オーストリア軍はケーニヒグレーツまで敗走してようやく部隊をまとめることができたほどである。フリードリヒ2世が大王と呼ばれはじめたのは、実にこの戦いに勝利をおさめたことによる。
プロイセンは戦況を再び優位なものとすることに成功した。バイロイト竜騎兵連隊の活躍は全軍の模範とされ、この例に倣うように奨励された。大王は軍をベーメンに進出させつつ、この優位を生かしてイギリスの仲介によるオーストリアとの和平交渉を再開するつもりだった。しかしオーストリアにとっては、一回の大敗だけではシュレージエンを諦めるには足りなかった。マリア・テレジアは軍を立て直してカール公子に反撃を命じ、講和を得るためにプロイセンはさらなる勝利を獲得する必要があった。
プロイセンでは、この勝利を記念してホーエンフリートベルク行進曲がつくられたが、伝説では作曲したのは大王自身であるという。

## 参考資料
- S.フィッシャー＝ファビアン 著＼尾崎賢治 訳『人はいかにして王となるか』Ⅰ、Ⅱ（日本工業新聞社、1981年）
- 林健太郎、堀米雇三 編『世界の戦史6 ルイ十四世とフリードリヒ大王』（人物往来社、1966年）
- 伊藤政之助『世界戦争史6』（戦争史刊行会、1939年）
- 久保田正志『ハプスブルク家かく戦えり ヨーロッパ軍事史の一断面』（錦正社、2001年）
- Reed Browning『The War of the Austrian Succession』（New York: St Martin's Press、1993年）
- Christopher Duffy『Frederick the Great A Military Life』（New York: Routledge、1985年）
- David Chandler『The Art of Warfare in the Age of Marlborough』（UK: SPELLMOUNT、1990年）
- preussenweb
- de:Schlacht bei Hohenfriedeberg (14:46, 22. Jan. 2009 UTC)